# 点子
点子（てんこ、1996年7月21日 - ）は、ドイツ出身の日本・ドイツのファッションモデル、女優、タレント。かつてはアノレに所属していた。

## 来歴
- 1997年 初舞台はPassion Impossible @ Deutsches Schauspielhaus クリストフシュリンゲンジーフの演出
- 2004年 DIALOGUES Sasha Waltz St. Elisabeth Kirche berlin
- 2005年 アニエス・ベー ファッションショー
- 2006年 ミュージカル Patty Hearst stereo total 演出 @ Volksbuhne
- 2006年 キッズウエアー表紙を飾る。
- 2008年 『HARAJUKU PERFORMANCE +2009』／ラフォーレミュージアム原宿 ダムタイプと共演
- 2010年 『東京コレクション』THEATRE PRODUCTS

## 人物
- 父はドイツ人、母は日本人で、写真家・音楽家・アーティストの花代。
- 3歳までロンドン、13歳までベルリンに滞在し、ドイツ語と英語と日本語をすべて流暢に話す。ただし漢字は苦手。1歳の時クリストフシュリンゲンジーフの舞台でデビューした。モデルとしては5歳の時レスリー・キーにスカウトされ台湾ヴォーグでデビュー。
- パペットバスターズは彼女の4歳の誕生会のために結成された。
- 名前の由来は寺山修司の戯曲『星の王子様』より。尊敬する人物はビヨンセ。特技はガチャピンの顔まね。

## 主な出演作品
- 手塚真
- hanayo TV 宇川直宏
- joe le taxi / hanayo
- Dave Clarke ft. Chicks On Speed

## CD（カバー）
- wooden veil
- 三宅純

## 書籍（表紙）
- タナカカツキ『オッス! トン子ちゃん』 扶桑社
- 『21世紀文学の創造（7）男女という制度』岩波書店
- magma 赤々舎

## 雑誌
- VOGUE NIPPON
- VOGUE Hong Kong
- Elle Japon
- harpers bazar
- 流行通信
- marie claire
- kids wear（表紙）
- foil
- 群像（表紙）
- 装苑
- GINZA
- TEEN VOGUE
- Numero TOKYO
- NYLON
- FIGARO
- OCAPPA (表紙）

## ポスター
- PARCO
- habitat
- Hayward Gallery
- Le Deco Gallery  Glam Beast

## カタログ
- arielle de pinto Lookbook 2009
- Eley Kishimoto Lookbook 2010
- ZUCCa SPRING/SUMMER 2012 e-MOOK